# Entretenimento esportivo

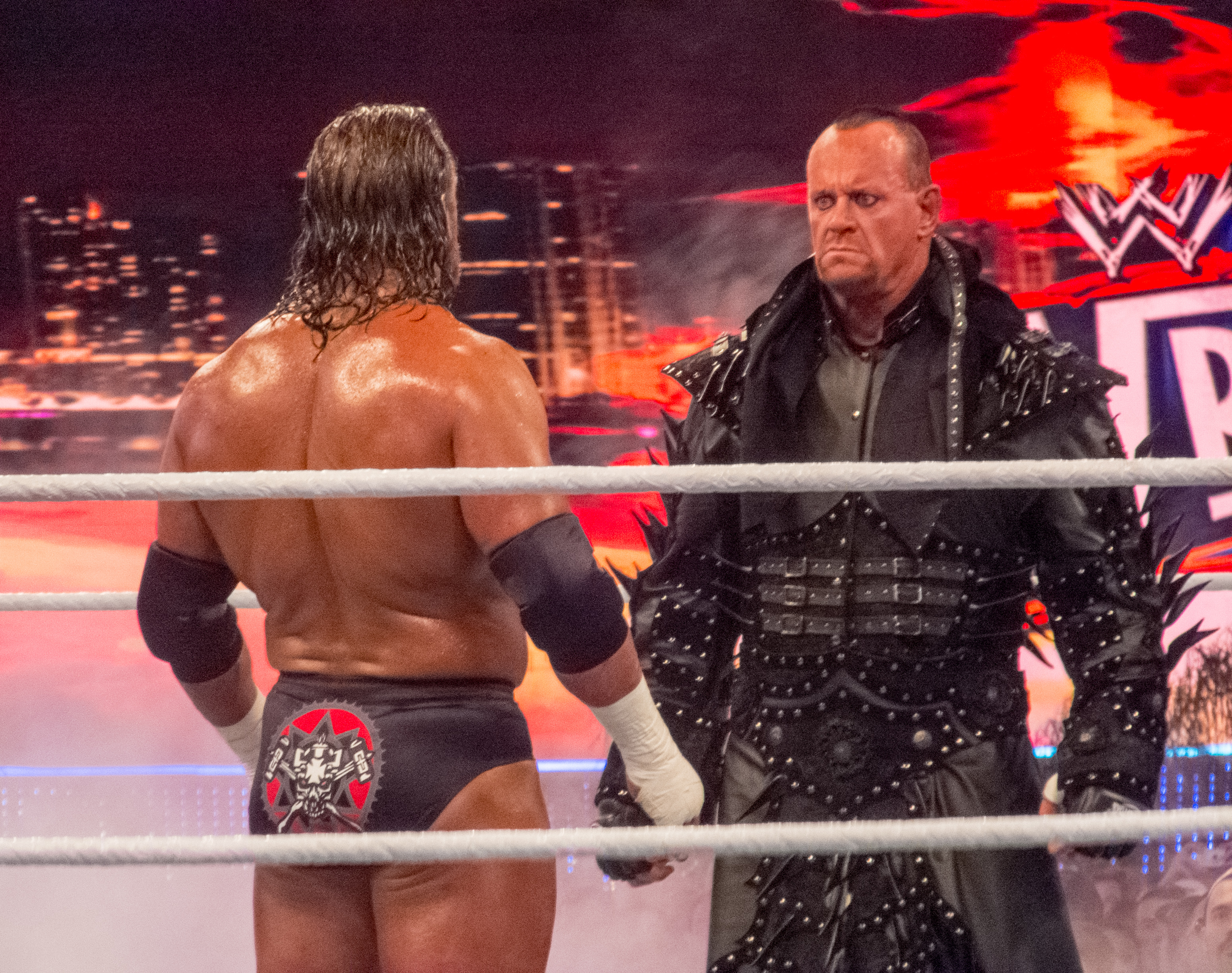
Lutadores Triple H e The Undertaker

O entretenimento esportivo é um tipo de espetáculo que apresenta um evento ostensivamente competitivo, utilizando alto nível de floreio teatral e apresentação extravagante, com o objetivo de entreter o público . Ao contrário dos esportes e jogos típicos, que são realizados para competição, espírito esportivo, exercício físico ou recreação pessoal, o principal produto do entretenimento esportivo é a performance para o benefício do público. Geralmente, mas não em todos os casos, os resultados são predeterminados; como este é um segredo aberto, não é considerado manipulação de resultados .

## História
O termo "entretenimento esportivo" foi cunhado pelo presidente da World Wrestling Federation (WWF, agora WWE) , Vince McMahon, durante a década de 1980, como um termo de marketing para descrever a indústria do wrestling profissional, principalmente para potenciais anunciantes,  embora os precursores remontem a Fevereiro de 1935, quando o editor de esportes do Toronto Star, Lou Marsh, descreveu a luta livre profissional como "entretenimento esportivo". Em 1989, a WWF usou a frase em um caso apresentado ao Senado de Nova Jersey por classificar a luta livre profissional como "entretenimento esportivo" e, portanto, não sujeita a regulamentação como um esporte diretamente competitivo .
Alguns eventos de entretenimento esportivo representam variantes de esportes reais, como o basquete de exibição com os Harlem Globetrotters .  Outros modificam o esporte para fins de entretenimento: muitos tipos de luta livre profissional (que derivam da luta livre tradicional) e, mais recentemente, muitas das várias corridas de mascotes realizadas em vários jogos da Liga Principal de Beisebol entre as entradas.  O Roller Derby foi apresentado como uma forma popular de entretenimento esportivo na década de 1970, embora as versões modernas sejam uma competição legítima. 

## Percepções
O entretenimento desportivo tem o estigma de ser uma cultura pop estúpida e de baixo nível, em alguns casos glorificando a violência em prol do entretenimento,  e tem sido criticado como tal nos meios de comunicação populares, muitas vezes através de satirização.